# Freelancer
Freelancer — компьютерная игра в жанре космического симулятора, разработанная американской студией Digital Anvil и выпущенная Microsoft Game Studios для Microsoft Windows в 2003 году. Freelancer создавалась как чрезвычайно амбициозный проект геймдизайнера Криса Робертса и должна была предоставлять игроку обширный открытый мир с сложной симуляцией всех его составляющих; её разработка была сопряжена со многими сложностями, а сроки выхода многократно переносились, заставляя прессу писать об игре как о vaporware. После покупки Digital Anvil компанией Microsoft студия смогла довести игру до релиза, хотя и отказавшись от ряда первоначальных задумок.
Действие Freelancer происходит в той же вселенной, что и в ранее выпущенном Digital Anvil космическом симуляторе Starlancer, но много веков спустя и вдали от Земли, в «секторе Сириуса». Игрокам для исследования предлагается мир из 48 звёздных систем, разделённых между четырьмя соперничающими группировками; игрок принимает на себя роль пилота одноместного космического корабля и может перемещаться между различными планетами и станциями, вступать в сражения в трёхмерном пространстве с другими кораблями, управляемыми как другими игроками, так и компьютером, заниматься торговлей различными товарами, охотой на преступников или пиратством. Однопользовательская кампания посвящена приключениям пилота по имени Эдисон Трент, сталкивающегося с инопланетной угрозой сектору Сириуса; в многопользовательском режиме игра допускала пребывание на одном сервере до 128 игроков, предоставляя им возможность свободно взаимодействовать друг с другом и с окружающим миром.

## Игровой процесс
Игрок принимает на себя роль пилота одноместного космического корабля; этот корабль может перелетать между разными космическими станциями и планетами, перевозить грузы и участвовать в боях с другими кораблями. В начале игры игроку доступен лишь небольшой космической корабль и только одна звёздная система; в дальнейшем игрок исследует мир игры, открывая новые системы и новые приключения. Каждая звёздная система предлагает игроку те или иные способы заработка, будь то перевозка товаров, торговля или охота на преступников, за которых власти выплачивают награды. Игрок должен накапливать виртуальные деньги, чтобы покупать более совершенное вооружение и оборудование для улучшения своего корабля.
Основное управление в игре — как на планетах, так и в космосе — осуществляется с помощью мыши («укажи и щелкни»), а также нескольких клавиатурных команд. Такой подход выделял игру на фоне схожих игр предыдущих лет, где для управления космическим кораблем традиционно использовался джойстик. Во время полёта игрок видит космический корабль снаружи и сзади, от третьего лица; направление полёта в трёхмерном пространстве игрок задаёт, перемещая мышь в том или ином направлении. Freelancer использует упрощённую физическую модель для изображения динамики полета; при этом некоторая реалистичность достигается за счёт сохранения импульса — игрок может выключить двигатели и повернуть корабль носом в любом направлении, но тот всё равно продолжит двигаться по первоначально заданной траектории. Космические корабли вооружены, и по нажатию кнопки мыши корабль делает выстрел из выбранного оружия туда, где в текущий момент находится указатель мыши. В отличие от ряда схожих игр, в интерфейсе Freelancer отсутствует какой-либо отдельный дисплей для радара; находящиеся вне экрана объекты — например, вражеские корабли или цели миссии — обозначаются указателями по краям экрана. Данные о наведении на цели, связи и навигации отображаются в диалоговых окнах, которые можно свернуть.
После стыковки с космической станцией или приземления на планету на экран выводятся соответствующие интерьеры — здесь можно взаимодействовать с различными объектами и персонажами, например, доской объявлений или людьми в баре. Игрок может зарабатывать и тратить виртуальные деньги, продавая и покупая космические корабли, оборудование для них, а также разнообразные товары. Некоторые товары в определённых системах считаются контрабандой — при их доставке покупателям игрок должен избегать полицейских патрулей. Неигровые персонажи в определенных местах на планетах или станциях предлагают игроку различные задания и виды заработка.
Freelancer включает в себя многопользовательский режим, позволяющий до 128 игрокам играть на одном сервере. Компания Microsoft поддерживала бесплатные для всех владельцев игры игровые серверы; в качестве сервера может выступать и персональный компьютер, отвечающий требованиям игры. В многопользовательском режиме отсутствуют сюжетные задания. Сервер сохраняет для каждого игрока сведения о его корабле, местонахождении и имуществе, так что игрок может продолжать игру после отсутствия, просто вернувшись на тот же сервер.

## Мир и сюжет
Действие игры разворачивается в той же вселенной, что и в игре Starlancer, но спустя примерно 800 лет. В прошлом Альянс, — одна из сторон конфликта в Солнечной системе — поняв, что не может выиграть войну, запустил к звёздам пять огромных кораблей со спящими в анабиозе колонистами. Колонисты с четырёх кораблей успешно освоили область космоса, известную как «сектор Сириуса», и 800 лет спустя Земля и всё, что с ней было связано, остаётся не более чем воспоминанием. Во времена действия игры сектор Сириуса разделён между четырьмя правящими домами — каждый из них составляют потомки колонистов с одного из отправленных с Земли кораблей. Культура и традиции каждого из домов связаны с историей того народа, к которому принадлежало большинство пассажиров соответствующего корабля: Бретония имеет готический, викторианский облик, Либерти напоминает об Америке 1920-х годов и стиле ар-деко, Рейнланд похож на Германию рубежа XIX и XX веков, а Кусари — Японию времён сёгуната. Пятый корабль из-за технической неисправности не добрался до цели и оказался затерян в космосе, в системе Омикрон Альфа; потомки его пассажиров стали космическими пиратами.
В Freelancer игроку доступно 48 звёздных систем. Планеты и космические станции в каждой из них находятся примерно в одной плоскости с центральной звездой, хотя могут находиться чуть выше или ниже этой плоскости, и корабли могут свободно перемещаться в трёхмерном пространстве. Системы связаны друг с другом сетью «прыжковых врат» — чтобы оказаться в другой системе, нужно пролететь через такие врата. Внутри систем также есть «торговые трассы» — цепи ускорителей, позволяющих кораблям преодолевать расстояния по определённому маршруту быстрее, чем в свободном полёте. В каждой системе есть множество объектов, представляющих для игрока интерес или опасность — планеты, станции, астероиды и поля обломков. Торговые корабли двигаются по торговым трассам; их могут атаковать пираты; полицейские и военные корабли четырех домов поддерживают порядок в системах.
В однопользовательском режиме игрок управляет вольным пилотом по имени Эдисон Трент. В ходе повествования Трент сталкивается с различными неигровыми персонажами, которые могут общаться с ним и давать ему поручения — среди этих персонажей командор вооруженных сил Либерти по имени Джунко «Джуни» Зэйн, ученый-«ксеноархеолог» доктор Роланд Квинтейн и бывший военный Каспер Ориллион, возглавляющую тайную организацию под названием Орден. Ключевые персонажи в игре озвучены известными киноактерами, такими как Ян Зиринг, Дженнифер Хейл, Джон Рис-Дэвис и Джордж Такеи; эти персонажи не появляются в многопользовательской игре — их можно встретить только в однопользовательском режиме.

## Разработка

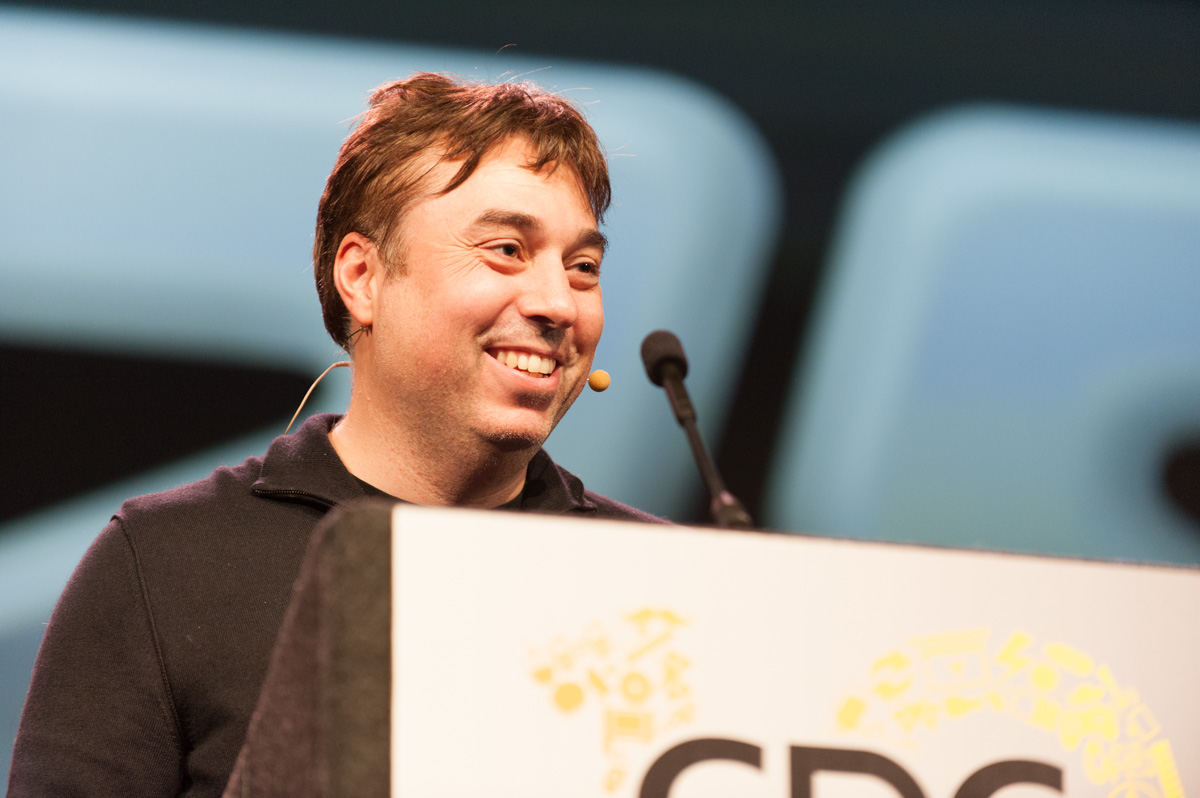
Крис Робертс, руководитель разработки игры

Геймдизайнер Крис Робертс, стоявший за разработкой Freelancer, лелеял идею создания инновационного космического симулятора со времен своей работы над серией Wing Commander. Он приступил к созданию Freelancer в 1997 году. Робертс ставил перед собой три ключевые цели: создать динамический, живущей своей жизнью как в однопользовательской, так и в многопользовательской игре виртуальный мир; совершить «кардинальные перемены» с точки зрения интерфейса, а также добиться бесшовной интеграции интерактивного геймплея и неинтерактивных катсцен. Первая из этих целей подразумевала, что мир Freelancer должен динамически меняться — управляемые компьютером корабли должны были перемещаться между системами, цены на товары расти и падать. Игрок мог бы быть пиратом, охотником за головами или мирным торговцем; возить грузы между системами или охранять конвои как наёмник.
Многопользовательский режим игры должен был бы дать возможность «тысячам» игроков сосуществовать в одном едином мире и взаимодействовать друг с другом самыми разными способами. Заложенная в однопользовательском режиме система политики и кланов должна была работать и в многопользовательском — так, игроки могли бы примкнуть к одному из великих домов или сохранить свою независимость; участвовать в войнах между домами как наёмник или, например, заняться торговлей в охваченных войной регионах, наняв других игроков в качестве охранников. Согласно задумке разработчиков, игроки могли бы создавать в мире игры свои собственные станции и сражаться за контроль над ними с другими игроками.
Студия Digital Anvil в конце 1997 года объявляла, что игра находится на ранних этапах цикла разработки, который должен был занять два с половиной года. В 1999 году Робертс заявлял, что игра будет выпущена осенью 2000 года. В конце 2000 года студия Digital Anvil была куплена корпорацией Microsoft и включена в число внутренних студий под общим названием Microsoft Games (позднее Xbox Game Studios); Microsoft на этот момент ожидала, что Freelancer выйдет в конце 2001 года. Хотя перед объявлением о покупке циркулировали слухам о том, что проект Freelancer ожидало закрытие, а Крис Робертс и другой ключевой разработчик Тони Зуровец якобы должны были покинуть собственную компанию, этого не произошло; напротив, Microsoft закрыла другие проекты Digital Anvil — стратегию Conquest и гонку на выживание Loose Cannon, поручив студии сосредоточиться на Freelancer и ещё одной, неанонсированной на тот момент игре для игровой приставки Xbox (Brute Force). Робертс остался работать над игрой в должности «креативного консультанта»; Фил Уоттенбергер, раньше руководивший созданием игры совместно с Робертсом, был назначен единственным руководителем разработки. Робертс в интервью GameSpot признавал, что студия нуждалась в деньгах; разработка Freelancer должна была занять не более трёх лет, но теперь, по его оценке, речь шла уже о четырёх с половиной годах. По его мнению, Freelancer — в отличие от Conquest и Loose Cannon — могла рассчитывать на гарантированный коммерческий успех; Microsoft не стала бы финансировать разработку игры, если бы не надеялась на продажи минимум в 500 тысяч копий. Робертс не дал бы согласия на продажу Digital Anvil, если бы считал, что Microsoft могла как-то навредить его с Филом видению игры. На этот момент ожидалось, что Freelancer будет выпущена в конце 2001 года.
В 2002 году разрабатываемая игра была вновь представлена публике и прессе в рамках фестиваля International Games Festival 2002; разработка игры шла по плану, и выпуск Freelancer должен был состояться позже в том же году. К октябрю 2002 года разработчики закончили работу над всем основным контентом, который планировали поместить в игру, и занимались «полировкой». Студия запустила обширное закрытое бета-тестирование Freelancer с участием примерно 500 тестировщиков. Робертс к этому времени уже не принимал никакого прямого участия в разработке игры, хотя студия и поддерживала с ним контакт. Уоттенбергер отказывался сравнивать Freelancer с массовыми многопользовательскими ролевыми онлайн-играми (MMORPG) наподобие Eve Online, описывая Freelancer как «боевую экшн-игру с некоторыми ролевыми аспектами и захватывающим кинематографическим сюжетом»; хотя её многопользовательский режим и не поддерживал присутствия тысяч игроков на одном сервере, Уоттенбергер подчеркивал, что Freelancer всё равно способна предоставить игроку все ключевые элементы MMORPG с персистентным — запоминающим состояние и действия игрока — игровым миром и сделать это бесплатно. Законченная игра была отгружена в магазины 4 марта 2003 года; в том же году игра была включена в библиотеку сервиса проката игр Yahoo Games.

## Отзывы и награды
| Сводный рейтинг       | Сводный рейтинг                                                                                            |
| Агрегатор             | Оценка |
| --------------------- | --- |
| GameRankings          | 84,36 % |
| Metacritic            | 85 / 100                                                                                                   |
| Иноязычные издания    | |
| Издание               | Оценка |
| AllGame               | [ 30 ] |
| Eurogamer             | 8 / 10 |
| GameSpot              | 8,3 / 10                                                                                                   |
| GameSpy               | 83 / 100                                                                                                   |
| IGN                   | 9,2 / 10                                                                                                   |
| PC Zone               | 8,4 / 10                                                                                                   |
| FiringSquad           | 83 % |
| GameCritics.com       | 6,0 / 10                                                                                                   |
| Русскоязычные издания | |
| Издание               | Оценка |
| Game.EXE              | 4,4/5 |
| «Страна игр»          | 8,0/10 |
| Награды               | |
| Издание               | Награда |
| Game Critics Awards   | Лучшая игра выставки, Лучшая игра для ПК, Лучший симулятор, Выдающееся достижение в области графики — 1999 |
| IGN                   | Игра месяца — март 2003                                                                                    |

Ещё до выхода игра привлекала значительное внимание благодаря репутации Криса Робертса как создателя серии Wing Commander. На выставке Electronic Entertainment Expo в 1999 году Freelancer завоевала четыре награды Game Critics Awards, в том числе как лучшая игра выставки. Пресса, освещавшая вышедшую в итоге игру, выражала некоторое разочарование тем, что первоначальные обещания Робертса о динамически меняющейся галактике не сбылись — как отмечали обозреватели, в Freelancer территории враждующих домов не меняются, несмотря на налеты и сражения, а цены на товары на разных планетах остаются неизменными, сколько бы ни торговал игрок. Роб Фэйхи из Eurogamer отмечал «отполированность» игры и предоставленную игроку свободу, сравнивая Freelancer даже не с другими космическими симуляторами, а с серией Grand Theft Auto; Фэйхи, однако, сетовал, что сюжетные миссии крайне линейны, а побочные — однообразны. Обозреватель GameSpot, пишущий под псевдонимом Desslock, считал игру более подходящей широкой аудитории, чем консервативным поклонникам жанра космических симуляторов: по его мнению, пусть Freelancer и была упрощена по сравнению с другими играми такого рода, её сильными сторонами были «крепкая» сюжетная кампания, простые, но затягивающие элементы RPG и обширный мир для исследования. Аллен Рауш в рецензии для GameSpy называл Freelancer «самоцветом с изъяном»: по его мнению, Freelancer — замечательная action-игра и в этом качестве оправдывает покупку, но её мир не так глубок, как мог бы быть, и сам Рауш не был бы так разочарован игрой, если бы во времена её разработки не питал заоблачно высоких ожиданий. Сергей Жуков в обзоре для «Страны Игр» охарактеризовал игру как «увлекательную аркаду»: он называл графику «допотопной» и выражал неудовольствие однотипными побочными миссиями, но отмечал, что «эстетическое сокровище» Freelancer прячется в сюжете, его поворотах и подаче; особых похвал удостоились звук и саундтрек.